# Dorothée-Catherine de Brandebourg-Ansbach
Dorothée-Catherine de Brandebourg-Ansbach (23 février 1538, Ansbach - 18 janvier 1604, Toužim) est une princesse de Brandebourg-Ansbach et par le mariage burgravine de Meissen.

## Biographie
Dorothée-Catherine est la fille du margrave Georges de Brandebourg-Ansbach (1484-1543) de son troisième mariage avec Émilie de Saxe (1516-1591), fille du duc Henri IV de Saxe.
Elle épouse le 2 février 1556 à Gera Henri V de Plauen, burgrave de Meissen (1533-1568). Le mariage est célébré avec splendeur malgré les difficultés financières du burgrave : 1 500 invités sont là, avec 970 cavaliers. La célébration du mariage plonge Henri dans une situation financière difficile et une dette considérable, qui l'amène à conclure le traité d'Annaberg avec l'Électeur auguste de Saxe quelques semaines plus tard, le 13 mars. Ce traité conduit à la perte de Vogtland.
De son mariage, Dorothée-Catherine a quatre fils, nommés Henri. Ils sont nés entre 1557 et 1567 et sont tous morts dans l'enfance.
Dorothée-Catherine meurt en 1604, et est enterrée à côté de son mari dans l'Église de Montagne dans Schleiz.